# Spolek Za zdravé Řečkovice
Spolek Za zdravé Řečkovice (SZZŘ) z.s. je sdružení aktivních občanů v městské části Brno-Řečkovice a Mokrá Hora, který má za cíl chránit zdravé životní prostředí, propagovat kulturu a tradice a provozovat k tomu příslušnou osvětovou a vzdělávací činnost v této brněnské městské části.

## Historie
Počátky Spolku Za zdravé Řečkovice sahají do roku 2015 a jsou spojeny s rozhodnutím vedení MČ Brno-Řečkovice a Mokrá Hora vybudovat nové parkoviště pro vozidla na místě dětského hřiště ve středu Řečkovic na Palackého náměstí. Spolek uspořádal happening a inicioval vznik petice, která byla předána vedení obce. Vedení městské části nakonec od původního plánu ustoupilo a vzniklo jak hřiště, tak parkoviště. Na konci roku 2015 byla podána žádost o registraci SZZŘ na Krajský úřad Jihomoravského kraje a 21. ledna 2016 vznikl Spolek Za zdravé Řečkovice jako spolek podle právní formy 706.

## Volby do zastupitelstev obcí

### Volby do zastupitelstev obcí 2018
V roce 2018 Spolek Za zdravé Řečkovice kandidoval v komunálních volbách do Zastupitelstva MČ Brno Řečkovice a Mokrá Hora a získal 8,65% a dva mandáty, kdy se zastupiteli stali Česlav Ulrich a Ondřej Štaud, který byl v období 2018-2022 členem kontrolního výboru.

### Volby do zastupitelstev obcí 2022

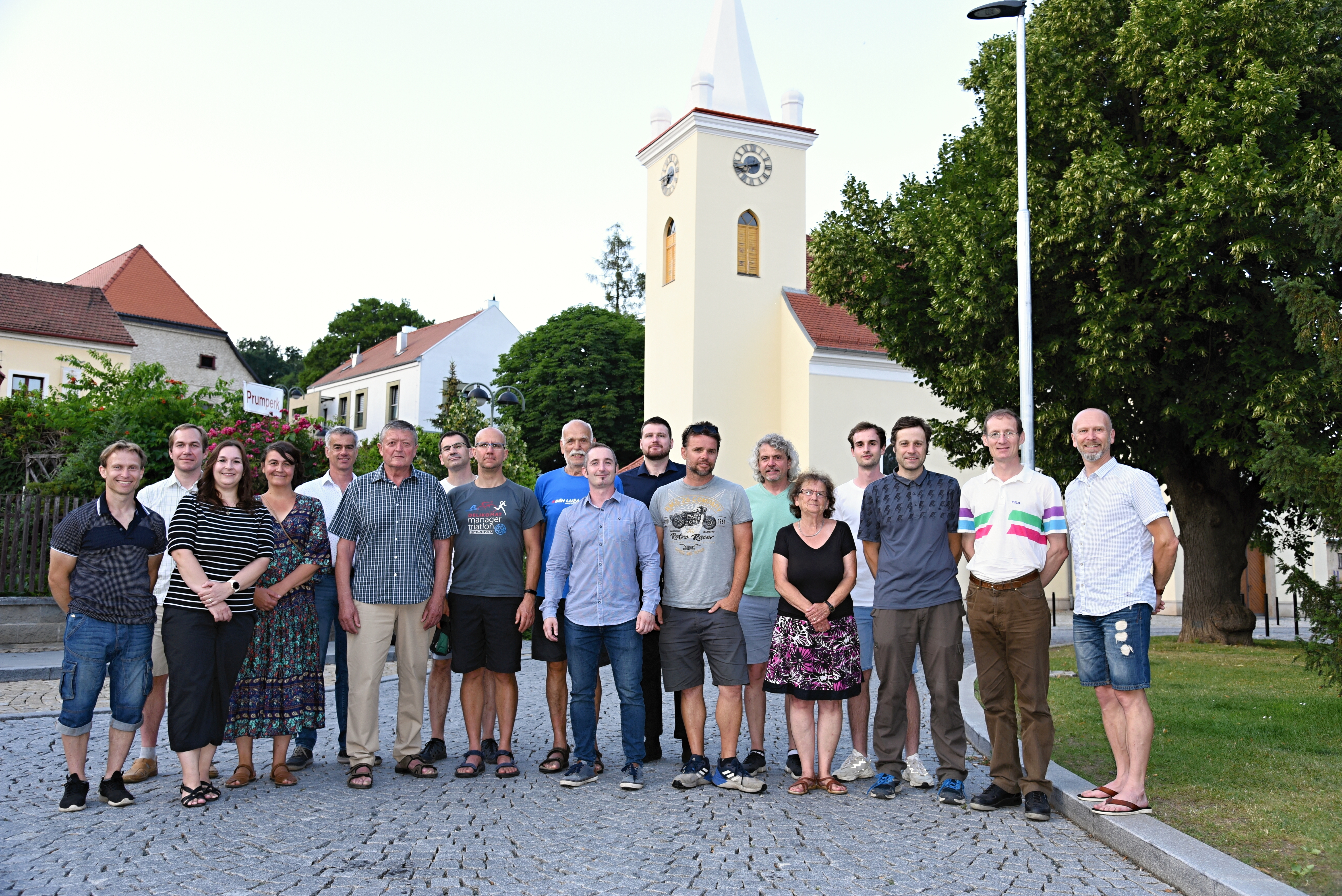
Kandidáti a kandidátky do voleb do Zastupitelstva MČ Brno-Řečkovice a Mokrá Hora před kostelem sv. Vavřince na Palackého náměstí.

Ve volbách do zastupitelstev obcí v roce 2022 Spolek Za zdravé Řečkovice kandidoval se Sdružením nestraníků se sloganem „Otevřeně, společně a jinak“, lídrem byl Ondřej Štaud. Jako témata ve volebním programu SZZŘ uvedl komunikaci s občany, návrh nového územního plánu, životní prostředí a zeleň, život v obci, sociální věci a kulturu, samosprávu, investice a rozvoj obce, moderní a digitální obec, dopravu a bydlení, školství a sport. Kandidátka Spolku Za zdravé Řečkovice a Sdružení nestraníků skončila druhá a získala celkem 22,11% hlasů a pět mandátů v Zastupitelstvu MČ Brno-Řečkovice a Mokrá Hora. Zástupci SZZŘ byli nominováni do všech výborů a komisí městské části, Ondřej Štaud byl na prvním zasedání nového zastupitelstva dne 20. října 2022 zvolen předsedou kontrolního výboru.

## Činnost
Základním účelem a hlavní činností SZZŘ je monitorování stavu životního prostředí a péče o něj, péče o architekturu v Řečkovicích a Mokré Hoře, úcta k místním tradicím, podpora vzdělávání, hospodárné nakládání s veřejnými prostředky a napomáhání k všestrannému rozvoji veřejného života, kultury a zdraví občanů. Spolek spolupracuje s ekologickým institutem Veronica.
- Členové Spolku dlouhodobě bojují proti hluku z ulice Hradecká, kudy vede Svitavská radiála.[14][15]
- Petice za zachování pošty v Řečkovicích na současném místě v ulici Kolaříkova.[16]
- Potenciální výstavba rodinných domů na kopci Zápaď, změna ploch zahrádek v této lokalitě a vliv na místní obyvatele.[17]
- Spolek podpořil[18] vznik projektu Řečkovický HRáj, který v roce 2020 uspěl v participativním rozpočtu města Brna.[19][20][21]
- Ze začátku roku 2021 upozornil SZZŘ na plány na přestavbu restaurace v bytový dům s pětatřiceti parkovacími místy v centru Vysočina na ulici Vážného.[22]
- Z nedávných iniciativ je to prověření zakázky na revitalizaci Nového náměstí[23][24], podnět proti výstavbě bytového domu na ulici Brigádnická[25], nesouhlas s projektem přestavby kotelny na bytový dům na ulici Renčova[25], rozvoj kasárenské lokality[26] či problematika nadměrné dopravy na Mokré Hoře (připomínkování územního plánu).[27][28]
- V létě 2022 členové Spolku s přispěním občanů Řečkovic a Mokré Hory vydali občasník Řeč odjinud, který informuje o aktuálních záležitostech v městské části.[29][30] V září 2022 vyšlo druhé číslo.[30]
- SZZŘ usiluje o zřízení osadního výboru na Mokré Hoře.[10][31]

### Záchrana Řečkovického podzemí
Spolek Za zdravé Řečkovice se angažuje v záchraně Řečkovického podzemí, které se nachází pod bývalým pivovarem v centru Řečkovic na Palackého náměstí. Spolek usiluje o zápis řečkovického podzemí do seznamu kulturních památek České republiky. Předseda Ulrich k zalití většiny podzemí poznamenal: „Situace si žádá větší diskusi a rozpravu nežli toto rychlé a podle našeho názoru neuvážené řešení. Hodový areál je jistě potřeba zrekonstruovat, ale nikoli za cenu zbrklého znehodnocení Řečkovického podzemí.“ Na začátku prosince 2022 oznámil SZZŘ, že se na zastupitelstvu dne 15. prosince 2022 pokusí zrušit postup, který odsouhlasila rada městské části: „Zastupitelé mají v plánu přednést usnesení. Jde o pozastavení zakázky rekonstrukce a vypracování změny projektové dokumentace, jejímž obsahem bude skutečná sanace a nikoli asanace sklepních prostor. Jediné, co Spolek Za zdravé Řečkovice požaduje, je tedy pozastavení zakázky a vypracování dokumentace, která nepočítá se zalitím sklepních prostor,“ uvedl Lukáš Doležal ze Spolku Za zdravé Řečkovice.“ Zastupitelstvo městské části Řečkovice a Mokrá Hora na svém druhém zasedání návrh usnesení, jehož cílem bylo zastavit stávající opravy bývalých pivovarských sklepů a vytvořit srovnávací studii, nepřijalo. Místopředseda Štaud uvedl: „Máme podklady, že řešení v podobě zalití sklepů, které z celkové částky téměř čtyřiceti milionů vyjde na dvanáct milionů korun, lze udělat šetrněji a hospodárněji. Sklepy by tak podle něj nemusely být zničeny a pozitivní dopad by to mohlo mít i na rozpočet městské části a práce by se přitom mohly dělat po částech. Štaud navrhuje vyztužení stávajících kleneb cihelnými nebo betonovými klenebními pásy – žebry – v předepsaných vzdálenostech či vytvoření nové klenby pod stávající klenbou. Zastupitele za SZZŘ na prosincové zastupitelstvo přišlo podpořit několik desítek řečkovických občanů s transparenty.